# 髙﨑秀夫
高崎 秀夫（たかさき ひでお、1944年11月2日 - ）は、日本の銀行家。

## 経歴
京都府出身。1952年に立命館大学法学部を卒業し、翌年に京都銀行に入行。2001年6月に常務に就任し、2008年6月に専務を経て、2010年6月に頭取に就任。2015年6月に会長に就任し、2020年6月から相談役を務めた。
2017年7月から学校法人立命館の理事を務めている。
2020年4月に旭日中綬章を受章した。